# Adolfas Mekas
Adolfas Mekas (30. září 1925 – 31. května 2011) byl litevsko-americký herec a režisér, nejmladší bratr Jonase Mekase. Ve čtyřicátých letech spolu strávili několik let v Německu a v roce 1949 odešli do USA. Zde vystřídal několik zaměstnání a zároveň se zajímal o film (již v roce 1950 si koupil svou první 16mm kameru Bolex). V roce 1951 nastoupil do armády. V roce 1954 sourozenci založili filmový magazín Film Culture. Již v padesátých letech pracoval na několika filmech, žádný z nich však nedokončil. V roce 1961 hrál jednu z hlavních rolí v bratrově filmu Guns of the Trees. V roce 1963 byl na festivalu v Cannes uveden jeho vlastní film Hallelujah the Hills (jeho první dokončený film). Později byl promítán na řadě dalších festivalů. Mezi jeho další filmy patří The Double-Barrelled Detective Story (1965), Windflowers (1968) a Going Home (1972). Zemřel v Poughkeepsie ve věku 85 let.